# Micronycteris yatesi
Micronycteris yatesi'  är en däggdjursart som beskrevs av den amerikanska zoologistuderanden Lizette Siles och den amerikanske zoologen Daniel M. Brooks, 2013 Arten ingår i släktet Micronycteris, och fladdermusfamiljen bladnäsor.
Artnamnet är tillägnat TerryLamon Yates (1950–2007) som la ett livsverk på studierna av bolivianska däggdjur. 

## Utbredning
Micronycteris yatesi är känd från tre lokaler i Bolivia och har iakttagits på höjder från 220 till 1800 meter över havet. 